# Tänk om
Tänk om är en svensk populärhistorisk TV-serie som sändes i maj och juni 2016. Seriens fyra avsnitt undersöker hur Sverige kunde ha sett ut om en företeelse inte förekommit eller om en händelse inte inträffat. Programledare är Fredrik Lindström och i serien intervjuas historiker och andra experter.

## Avsnitt
- Avsnitt 1: "Den svenska adeln". Sändes 15 maj 2016.
- Avsnitt 2: "Tåget över Bält". Sänds 22 maj 2016.
- Avsnitt 3: "Du-reformen". Sänds 29 maj 2016.
- Avsnitt 4: "Förlusten av Finland". Sänds 5 juni 2016.